# محمد مختاری
محمّد مختاری (۱ اردیبهشت ۱۳۲۱ – ۱۲ آذر ۱۳۷۷) شاعر، نویسنده، مترجم و منتقد چپ‌گرای ایرانی و از فعالان کانون نویسندگان ایران بود.

## زندگی
مختاری در ۱ اردیبهشتِ ۱۳۲۱ در مشهد زاده شد و در ۱۲ آذر ۱۳۷۷ در ماجرای موسوم به قتل‌های زنجیره‌ای کشته شد. وی، چندین سال در بنیاد شاهنامه، فعالیت داشت. از اعضای کانون نویسندگان ایران و همچنین عضو هیئت دبیران آن بود. او در پاییز ۱۳۷۷ ترور شد. مختاری، آثاری در بررسی آثار شاعران معاصر از جمله نیما یوشیج و منوچهر آتشی دارد.
وی از دوستان دیرین محمد بیابانی، شاعر، نویسنده، منتقد ادبی و اسطوره‌شناس اهل بوشهر نیز بود. محمد مختاری برای نخستین‌بار، شعرهای پل سلان، شاعر آلمانی را به فارسی ترجمه کرد و درباره‌اش نوشت.

## قتل

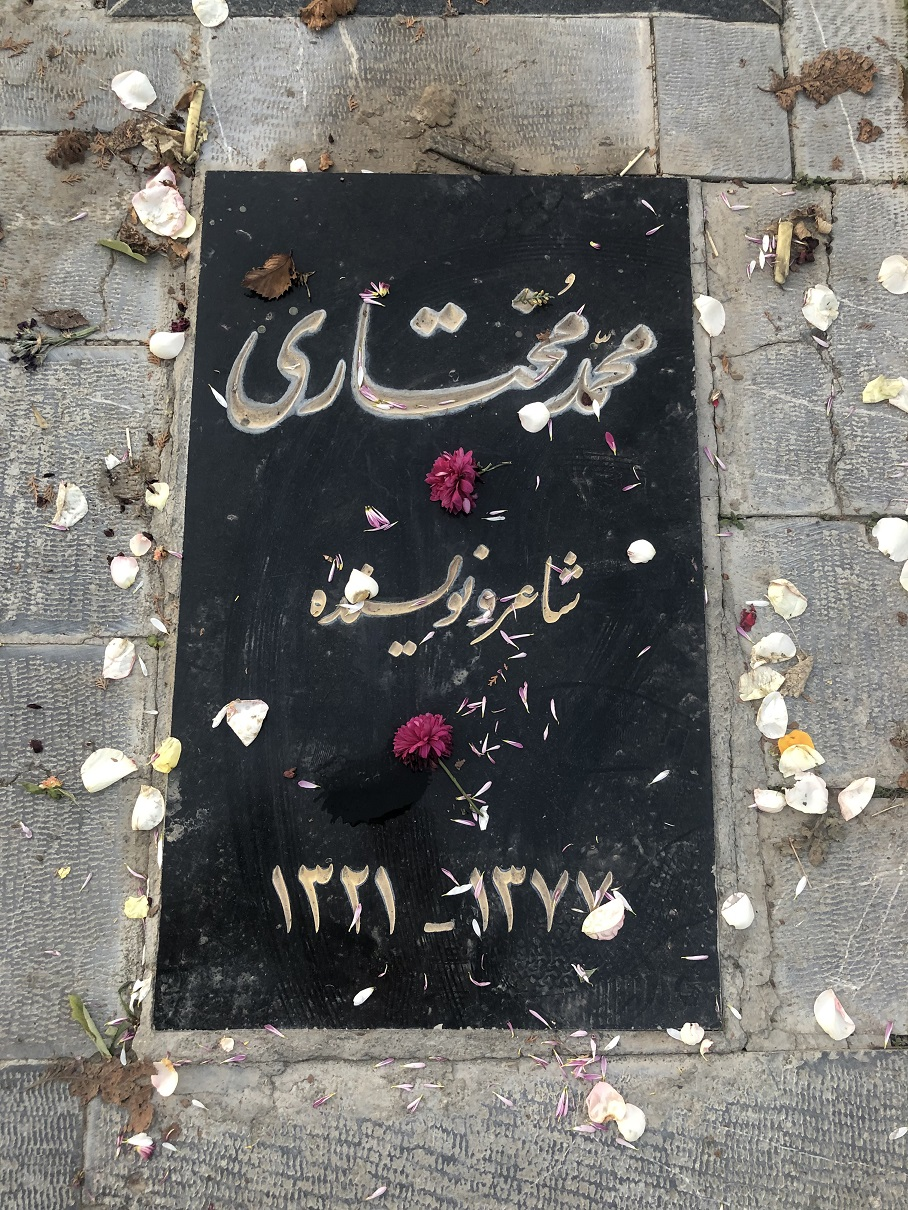
آرامگاه محمد مختاری

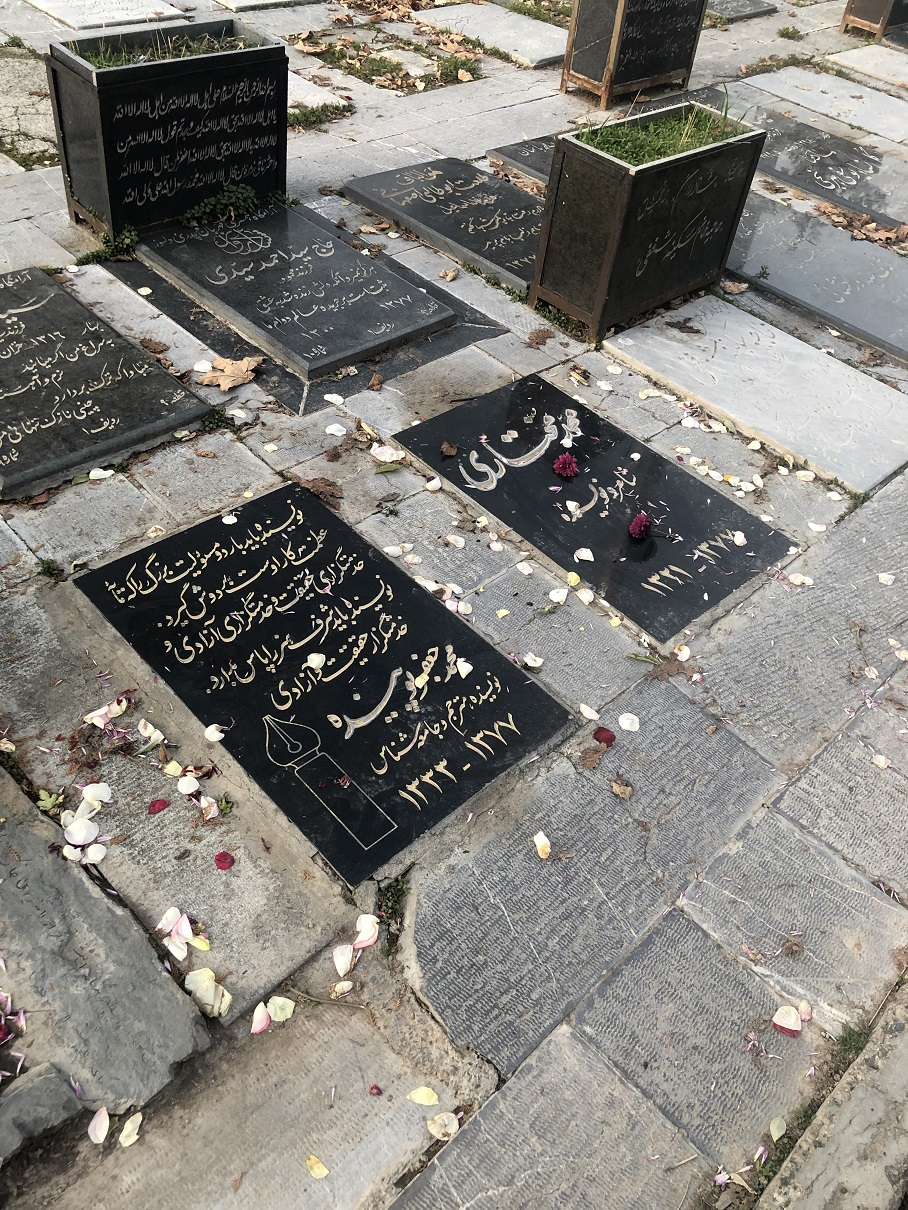
آرامگاه محمدجعفر پوینده و محمد مختاری

محمد مختاری در روز پنج‌شنبه ۱۲ آذر ۱۳۷۷ پیش از غروب برای خرید از منزلش خارج شد و دیگر بازنگشت. تیمی از اعضای وزارت اطلاعات جمهوری اسلامی ایران او را ربودند و به قتل رساندند. قتل او، محمدجعفر پوینده، داریوش فروهر و پروانه اسکندری، بخشی از ترورهای سیاسی بود که بعدها به قتل‌های زنجیره‌ای معروف شد و مقامات وقت وزارت اطلاعات جمهوری اسلامی ایران در بیانیه‌ای اعتراف کردند که این قتل‌ها به دست عوامل این وزارتخانه صورت گرفته‌است.

### واکنش علی خامنه‌ای
سیدعلی خامنه‌ای، رهبر حکومت جمهوری اسلامی، در یک سخنرانی عمومی گفت: 
«محمد مختاری و محمدجعفر پوینده نویسندگانی شناخته‌شده نبودند که جمهوری اسلامی بخواهد برخوردی با آن‌ها بکند.»
وی مدعی شد که قتل‌ها با سناریویی خارجی برای ضربه‌زدن به نظام جمهوری اسلامی انجام گرفتند.

## زندگی شخصی
از مختاری دو فرزند به نام‌های سیاوش و سهراب به‌جا ماند که حاصل ازدواج وی با مریم حسین‌زاده است.

### اشعار
- پنجاه و هفت. تهران: شباهنگ، ۱۳۵۷.
- ب‍ر ش‍ان‍ه ف‍لات. ت‍ه‍ران: توس، ۱۳۵۶.
- در وهم سندباد: (مجموعه شعر). تهران: انتشارات پیوند، ۱۳۵۸.
- س‍ح‍اب‍ی خ‍اک‍س‍ت‍ری (۱۳۶۵–۱۳۷۰) و پ‍ان‍زده ش‍ع‍ر از خ‍ی‍اب‍ان ب‍زرگ (۱۳۶۵–۱۳۶۸). ت‍ه‍ران: ت‍وس، ۱۳۷۸. شابک ‎۹۶۴-۳۱۵-۵۲۲-۶
- قصیده‌های هاویه. تهران: آرمان، ۱۳۵۶.
- آرای‍ش درون‍ی (ی‍ک ش‍ع‍ر ب‍ل‍ن‍د). ت‍ه‍ران: ت‍وس، ۱۳۷۸. شابک ‎۹۶۴-۳۱۵-۵۲۱-۸
- م‍ن‍ظوم‍ه ای‍ران‍ی. ت‍ه‍ران: ق‍طره، ۱۳۶۹.
- وزن دن‍ی‍ا: م‍ج‍م‍وع‍ه اش‍ع‍ار. ت‍ه‍ران: ت‍وس، ۱۳۷۸. شابک ‎۹۶۴-۳۱۵-۵۲۳-۴
- مجموعه‌اشعار محمد مختاری. مشهد: بوتیمار، ۱۳۹۵. شابک ‎۹۷۸-۶۰۰-۴۰۴-۲۸۲-۶

### ترجمه‌ها
- ت‍راس، وی‍ک‍ت‍ور. م‍ای‍اک‍وف‍س‍ک‍ی. ت‍ه‍ران: ک‍ه‍ک‍ش‍ان: دف‍ت‍ر وی‍راس‍ت‍ه، ۱۳۷۶. شابک ‎۹۶۴-۶۱۷۹-۰۸-۸
- ک‍ی‍ن‍گ، م‍اری‍ن. م‍اری‍ن‍ا ت‍س‍وت‍ای‍وا. ت‍ه‍ران: ک‍ه‍ک‍ش‍ان: دف‍ت‍ر وی‍راس‍ت‍ه، ۱۳۷۳.
- درای‍ور، س‍ام. آن‍ا آخ‍م‍ات‍ووا. ت‍ه‍ران: ک‍ه‍ک‍ش‍ان: دف‍ت‍ر وی‍راس‍ت‍ه، ۱۳۷۵.

### سایر آثار
- اس‍طوره زال: ت‍ب‍ل‍ور ت‍ض‍اد و وح‍دت در ح‍م‍اس‍ه م‍ل‍ی. ت‍ه‍ران: ن‍ش‍ر آگ‍ه، ۱۳۶۹.
- ان‍س‍ان در ش‍ع‍ر م‍ع‍اص‍ر، ی‍ا، (درک ح‍ض‍ور دی‍گ‍ری): ب‍ا ت‍ح‍ل‍ی‍ل ش‍ع‍ر ن‍ی‍م‍ا، ش‍ام‍ل‍و، اخ‍وان، ف‍رخ‍زاد. ت‍ه‍ران: ت‍وس، ۱۳۷۸. شابک ‎۹۶۴-۳۱۵-۳۷۸-۹
- ت‍م‍ری‍ن م‍دارا: (ب‍ی‍س‍ت م‍ق‍ال‍ه در ب‍ازخ‍وان‍ی ف‍ره‍ن‍گ و…). ت‍ه‍ران: وی‍س‍ت‍ار، ۱۳۷۷. شابک ‎۹۶۴-۵۵۰۷-۱۷-۰
- چ‍ش‍م م‍رک‍ب (ن‍وان‍دی‍ش‍ی از ن‍گ‍اه ش‍ع‍ر م‍ع‍اص‍ر). ت‍ه‍ران: ت‍وس، ۱۳۷۸. شابک ‎۹۶۴-۳۱۵-۵۱۸-۸
- ح‍م‍اس‍ه در رم‍ز و راز م‍ل‍ی. ت‍ه‍ران: ن‍ش‍ر ق‍طره، ۱۳۶۸.
- زاده اضطراب جهان (۱۵۰ شعر از ۱۲ شاعر اروپایی). تهران: سمر، ۱۳۷۱.
- م‍ن‍وچ‍ه‍ر آت‍ش‍ی. ت‍ه‍ران: ت‍وس، ۱۳۷۸. شابک ‎۹۶۴-۳۱۵-۵۲۰-X
- ه‍ف‍ت‍اد س‍ال ع‍اش‍ق‍ان‍ه: ت‍ح‍ل‍ی‍ل‍ی از ذه‍ن‍ی‍ت غ‍ن‍ای‍ی م‍ع‍اص‍ر و گ‍زی‍نهٔ ش‍ع‍ر ۲۰۰ ش‍اع‍ر ۱۳۷۰–۱۳۰۰. ت‍ه‍ران: ت‍ی‍راژه، ۱۳۷۷. شابک ‎۹۶۴-۹۰۸۳۶-۵-۸